# Asahi-bryggeriet

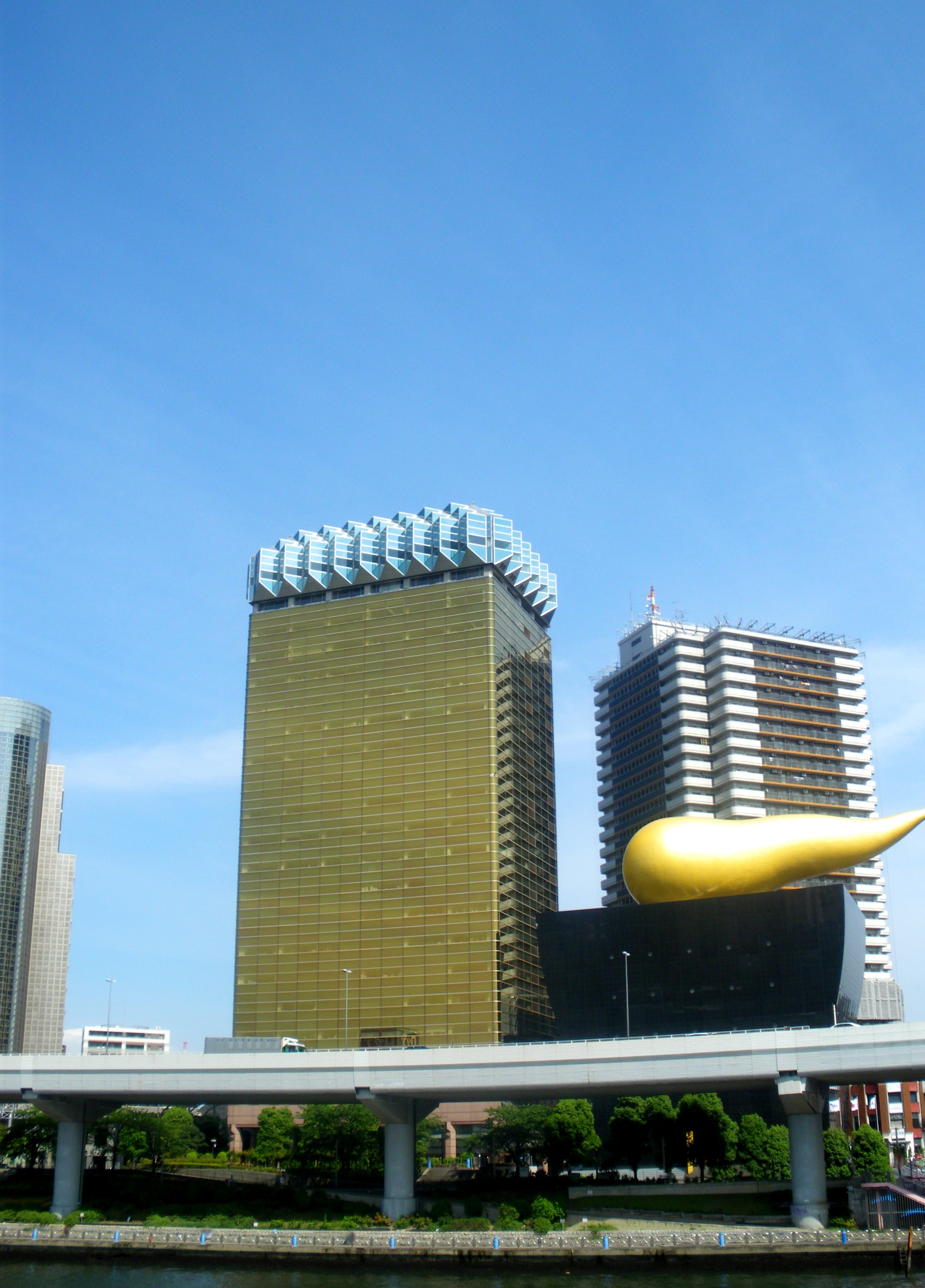
Huvudkontoret i Asakusa

Asahi-bryggeriet (アサヒビール株式会社 Asahi Bīru Kabushiki-gaisha) är ett av Japans ledande bryggerier. Bryggeriet fick ett rejält uppsving efter en intensiv marknadsföringskampanj 1987 för ölet Asahi Super Dry.
Företagets huvudkontor i Azumabashi nära Asakusa, Tokyo är känt för den gigantiska (43 meter lång och 360 ton tung) takskulpturen som skall påminna om en eldsflamma och ett skummande ölglas, men som i folkmun har fått namn som "den gyllene bajskorven" och liknande. Skulpturen är ritad av Phillippe Starck och placerades där 1989 av Kawasaki Heavy Industries.